# Ryu Mizuno
Ryo Mizuno (水野 龍, Mizuno Ryo, 1859-1951) (Domínio de Tosa, 1859 — São Paulo, 1951) foi um empreendedor e político japonês. Foi presidente da Koukoku Shokumin Gaisha ("Companhia de Emigração Imperial"), que transportou os primeiros imigrantes japoneses para o Brasil em 1908, a bordo do Kasato Maru.

## História

### Atravessando os Andes
Mizuno resolveu vir para o Brasil em 1906, após ler um relatório sobre a situação da cafeicultura no país. No navio Green Farg, no qual fez essa primeira viagem, conheceu Teijiro Suzuki, que seguia para o Chile. Mizuno resolveu mudar de itinerário, e após chegarem ao destino, convenceu Suzuki a acompanhá-lo até a Argentina, atravessando a pé a cordilheira dos Andes a partir de Valparaíso. Esta arriscada travessia teria sido a resposta dada ao desafio feito por um chileno.
Após inúmeros percalços, a dupla chegou a Mendoza onde teve recepção triunfal, e seguiu de trem para Buenos Aires, onde embarcaram num navio para o Rio de Janeiro.

### No Brasil

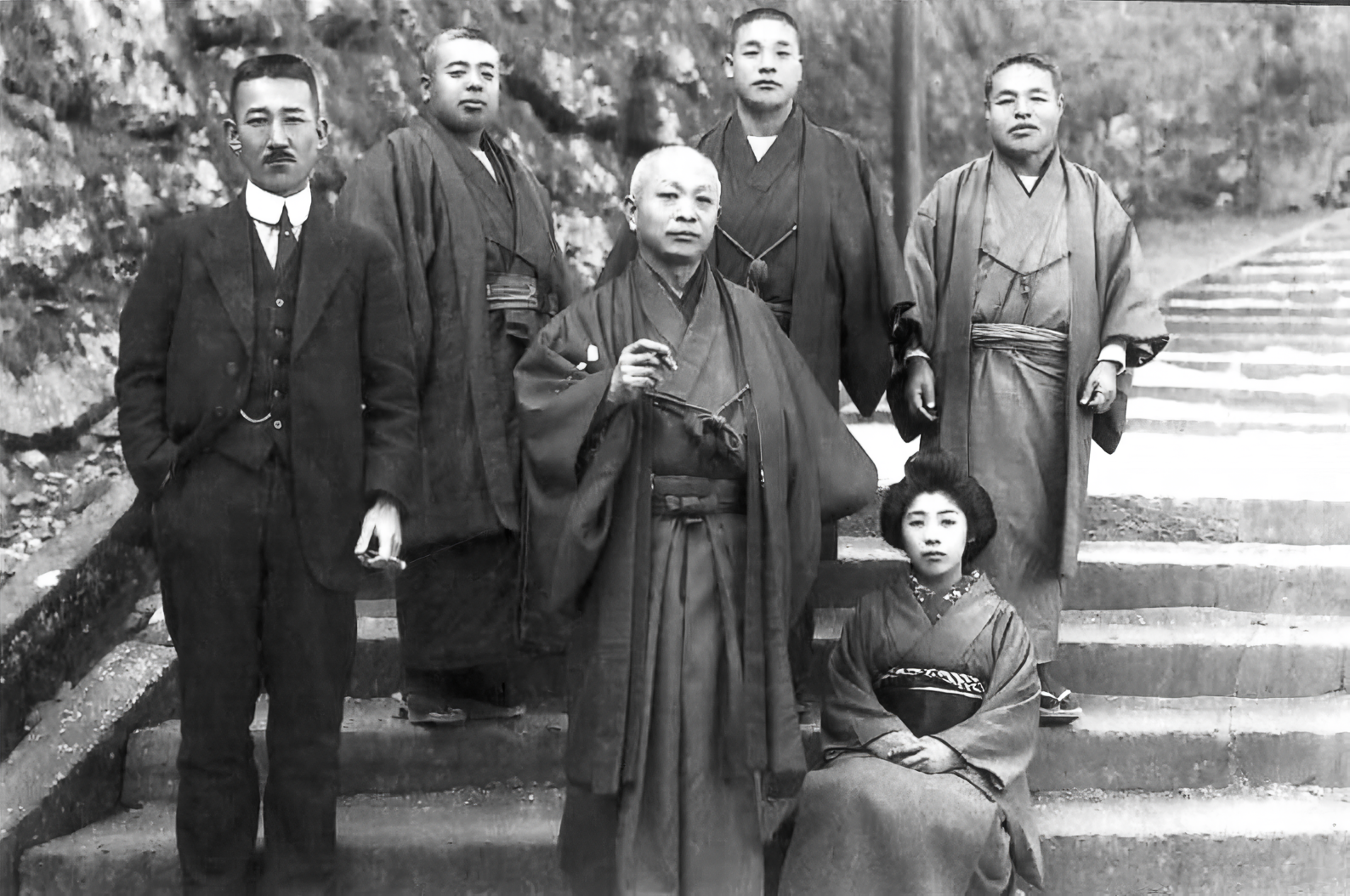
Ryo Mizuno (no centro da foto), antes de 1907

Após sua chegada em março de 1906 ao Rio, Mizuno e Suzuki procuram o ministro japonês Suguimura, que estava em Petrópolis, e relataram seu projeto de trazer imigrantes para o Brasil. O ministro decide apoiá-los e coloca seu intérprete, Miura, á disposição deles.
O trio parte então para São Paulo, onde entram em contato com autoridades locais para expor o projeto, inclusive com o governador Jorge Tibiriçá. Tornou-se claro, então, que os japoneses não poderiam vir se não houvesse uma alteração na lei imigratória.
Mizuno então, retorna ao Rio e embarca para o Japão, onde trabalha em prol da modificação das leis que impediam a emigração japonesa.

### O retorno
Em 1907, superados os entraves burocráticos à emigração japonesa, a Companhia Imperial de Emigração e a Secretaria de Agricultura de São Paulo assinaram um contrato onde era previsto o envio de 3.000 imigrantes ao longo de três anos. O primeiro grupo, composto por 781 pessoas (158 famílias), partiu de Kobe em 28 de abril de 1908, chegando ao porto de Santos em 18 de junho.
As duras condições de vida e trabalho vigentes na lavoura da época provocaram insatisfação e inúmeras quebras de contrato entre os japoneses, com várias famílias retornando para a Hospedaria dos Imigrantes, de onde foram encaminhadas para novos postos de trabalho. Mizuno conseguiu contornar boa parte desses problemas e evitou que o contrato de 1907 fosse cancelado.
Em 1926, recebeu em doação do governo do Paraná, 2.767 hectares de terras, onde implantou uma colônia agrícola, a Alvorada, em moldes socialistas.
Numa de suas viagens para o Japão, em busca de novos imigrantes, Mizuno deixou sua família em São Paulo e foi surpreendido pela eclosão da Segunda Guerra Mundial. Durante o conflito, Mizuno perdeu praticamente todo seu patrimônio, só vindo a reencontrar a família em 1950.
Ryo Mizuno morreu em São Paulo, aos 91 anos de idade.